# 梁昕
梁昕（？—？），字元明，安定郡乌氏县（今宁夏回族自治区固原市泾源县）人，北魏、西魏、北周官员。

## 生平
梁昕家族世代为关中有声望的族姓，祖先因为任官迁居京兆郡盩厔县，祖父梁重耳是漳县县令，父亲梁劝儒是雍州主薄、冠军将军、中散大夫，死后赠予泾州刺史。
梁昕自小温良谦恭，在家乡受人称赞。正光五年（524年），秦陇地区扰乱，萧宝寅出任大都督统帅军队讨伐，以梁昕担任行台参军。孝昌初年，梁昕出任荡寇将军，略微升任骧威将军、给事中，仍跟随萧宝寅征讨万俟丑奴，与万俟丑奴相持两年，前后数十次战斗，因功升任征西将军。尔朱天光入关后，又引荐梁昕出任外兵参军。梁昕跟随尔朱天光征讨，出任右将军、太中大夫。
宇文泰迎接魏孝武帝元修时，率领军队驻扎在雍州。梁昕以三辅地区望族的名义来拜见宇文泰，宇文泰见到梁昕容貌魁伟有风度，十分赞赏，当即任命梁昕为右府长流参军。大统初年，梁昕加镇南将军、金紫光禄大夫，转任丞相府户曹参军。梁昕跟随收复弘农，参与沙苑之战，都有军功，出任车骑将军、丞相府主簿。梁昕又外任洛安郡太守，改任大将军行台兵部郎中，加帅都督。大统十二年（546年），梁昕出任河南郡太守，镇守大坞，很快又转移到镇守阎韩。梁昕防守边境，非常诚信，升任东荆州刺史。梁昕以仁惠安抚，少数民族很是高兴，流民前来归附的络绎不绝。梁昕封安定县子，食邑三百户，屡次升任大都督、车骑大将军、散骑常侍、仪同三司。
周孝闵帝宇文觉登基，梁昕进位骠骑大将军、开府仪同三司。周明帝宇文毓初年，梁昕进爵胡城县伯，食邑五百户。周明帝三年（560年），梁昕出任九曲城主。保定元年（561年），梁昕升任中州刺史，增加食邑八百户，转任邵州刺史。保定二年（562年），梁昕因为母亲去世离职，很快起复出任原职。天和初年，梁昕获征召出任工部中大夫，又外任陕州总管府长史。梁昕性情平和宽宏，有才干，朝廷内外任官，都有很好的名声，不久在陕州去世。朝廷赠予大将军，谥号贞。

## 家庭

### 兄弟
- 梁荣，北周计部下大夫、开府仪同三司、朝那静伯

## 延伸阅读
[在维基数据编辑]
 《周書·卷39》，出自令狐德棻《周書》
 《北史·卷070》，出自李延壽《北史》